# NGC 1203
NGC 1203 este o galaxie situată în constelația Eridanul. A fost descoperită în 1886 de către Francis Leavenworth.